# Stylocentrus rubrinigris
Stylocentrus rubrinigris är en insektsart som beskrevs av William D. Funkhouser 1940. Stylocentrus rubrinigris ingår i släktet Stylocentrus och familjen hornstritar. Inga underarter finns listade i Catalogue of Life.